# Piekiełko (Petite-Pologne)
Pour les articles homonymes, voir Piekiełko.
Piekiełko est une localité polonaise de la gmina de Tymbark, située dans le powiat de Limanowa en voïvodie de Petite-Pologne.